# Spathius echemus
Spathius echemus är en stekelart som beskrevs av Nixon 1943. Spathius echemus ingår i släktet Spathius och familjen bracksteklar. Inga underarter finns listade i Catalogue of Life.